# Monteiro (ort)
Monteiro är en ort i Brasilien.   Den ligger i kommunen Monteiro och delstaten Paraíba, i den östra delen av landet, 1 500 km nordost om huvudstaden Brasília. Monteiro ligger 600 meter över havet och antalet invånare är 17 726.
Terrängen runt Monteiro är platt. Det finns inga andra samhällen i närheten.
Omgivningarna runt Monteiro är huvudsakligen savann. Runt Monteiro är det ganska glesbefolkat, med 27 invånare per kvadratkilometer.